# Agyi képalkotás
Az agyi képalkotás azokat a módszereket jelenti, amik segítségével közvetlen vagy közvetett módon képet készíthetünk az agy felépítéséről, belső funkcióiról.

Rétegfelvételek az emberi agyról

## Háttér
A neurológiai elváltozásokat régen csak boncolás, vagy agyműtétek alkalmával tudták felderíteni, ma már azonban a diagnózishoz egyre érzékenyebb eszközök állnak a rendelkezésünkre, melyekkel az orvosok mintegy belelátnak a páciensbe. Az alapelv, nagyon leegyszerűsítve az, hogy szükség van egy olyan, vélhetően hullám természetű dologra, ami a szöveteken részben áthatol (lehetőleg károsítás nélkül) és ez aztán valamilyen eszköz segítségével érzékelhető.

## Módszerek
- Az agy felépítését és működését vizsgáló módszerek közül az első nagy áttörést a röntgen sugarakat alkalmazó komputertomográfia jelentette. A CT valójában egy röntgenberendezés, ami képes rétegenként felvételeket készíteni, amelyekből a számítógép háromdimenziós képet készít.
- Időben ezt követték a különböző izotópos vizsgálatok megjelenései, mint a SPECT vagy a PET.
  - A SPECT (Single Photon Emission Computed Tomography) izotópokat használ, amelyeket a vérkeringésbe juttatnak. Bomlásuk közben ezek az izotópok gammasugarakat bocsátanak ki, amiket érzékel a berendezés. Ezzel az eljárással is rétegenként készül a felvétel, ezért tartozik a tomográfiás módszerek közé. A SPECT előnye, hogy olcsó és gyors, az agy működésére következtethetünk belőle, hiszen az izotópok eloszlása a vérkeringés függvénye.  Az agy vérellátása követi az aktivitás változásait. Azokon a területeken, ahol a sejtek aktívabbak, megnő a vérellátás. Az alapelv az, hogy ahol megnövekedett a vérátáramlás adott feladat elvégzése közben, feltehetően ott találhatóak a keresett funkcióért felelős struktúrák. Hátrány még ezen felül, sok más eljáráshoz hasonlóan, hogy a felbontása nem túl jó (1 cm).
  - Szintén izotópokat, de másmilyeneket használ a PET (Pozitronemissziós tomográfia). A PET nagy időbeli felbontása révén vizsgálhatóak különböző élettani folyamatok (pl. oxigén- vagy glükózanyagcsere), illetve egyes hírvivő anyagok receptorai is.
- Manapság a legelterjedtebb eljárás azonban az MRI (Magnetic Resonance Imaging) technológiát alkalmazó strukturális MRI-vizsgálat (sMRI), amellyel az agy felépítéséről, a struktúrák méreteiről, az egyéni különbségekről nyerhető információ. Ennek a funkcionális változata a Funkcionális mágneses rezonanciavizsgálat (fMRI) amely főleg az agy működéséről, a feladatspecifikusan aktiválódó agyterületekről tájékoztat. Az fMRI hátránya, hogy időbeli felbontása csak másodperces nagyságrendű, viszont a vizsgálathoz nem szükséges kontrasztanyag, így a beteg nincs kitéve sugárterhelésnek.
- Ezek mellett, bár nem tekinthető közvetlen képalkotó eljárásoknak, előfordul, hogy segítségül hívják a funkciók lokalizásban az agyi EEG (elektroencephalographia)-n alapuló BEAM-et (Brain Electric Activity Mapping) és a kiváltott potenciálok (Event Related Potential) ERP módszerét.

## Felhasználási területek
Az agyi képalkotó eljárások fejlődése forradalmi eredményeket hozott az orvosi és ezen belül a neurológiai diagnosztikában. A modern technológiák lehetővé teszik a műtét alatti folyamatos monitorozást is, mely csökkenti a kockázatokat és növeli a pontosságot. Az orvostudomány mellett a neuropszichológia, a gyógyszerészet, a kognitív idegtudományok is egyre több kérdés megválaszolásához fordulnak kutatásaikban ezekhez a módszerekhez.